# Премия имени Хильды Домин
Премия имени Хильды Домин (нем. Hilde-Domin-Preis für Literatur im Exil) — литературная премия, присуждаемая в Германии раз в три года начиная с 1992 г. Премия присуждается за «литературу в изгнании» — немецкому писателю, чьи творческие успехи связаны с пребыванием вдали от родины. Хильда Домин стала её первым обладателем, а после её смерти в 2006 году премии было присвоено её имя. Премию вручает правительство города Гейдельберга, материальное содержание премии составляет 15.000 евро.

## Лауреаты
- 1992 — Хильда Домин
- 1996 — Саид
- 1998 — Борис Хазанов
- 2001 — Стеван Тонтич
- 2005 — Хамид Скиф
- 2007 — Шерко Фатах
- 2010 — Олег Юрьев
- 2013 — Аббас Хидер
- 2016 — Эдгар Хильзенрат
- 2019 — Наташа Водин
- 2023 — Бахтияр Али